# Creative Micro Designs
Creative Micro Designs (CMD), seit 2001 CMD Technology Group, ist eine in East Longmeadow, Massachusetts, beheimatete US-amerikanische Computerfirma, die im Jahre 1987 von Doug Cotton und Mark Fellows gegründet wurde und selbst entwickelte Hardware und Software für die Commodore-Heimcomputer C 64 und C 128 anbot.

## Geschichte
Das erste Produkt war das bereits 1985 von Mark Fellows entwickelte und später mehrfach aktualisierte Diskettenbetriebssystem JiffyDOS, das unter Beibehaltung einer sehr weitgehenden Kompatibilität im Vergleich zum originalen DOS der Commodore-Diskettenlaufwerke einen sehr großen Geschwindigkeitsvorteil im Schreib-/Lesezugriff bot. In den folgenden Jahren machte die Firma in einem Marktumfeld, aus dem sich langsam andere Hardwarehersteller für den C64/128 zurückgezogen, mit damals für diese Computer als innovativ empfundenen Hardwarepheriegeräten von sich reden. Darunter wären u. a. zu nennen: 1990 die HD-Series, die den Zugang zu handelsüblichen SCSI-Festplatten ermöglichten, 1992 die FD-Series, 3½"-Diskettenlaufwerke, die im Gegensatz zur zuvor von Commodore angebotenen VC1581 auch die erweiterten Kapazitäten von HD- und ED-Disketten nutzbar machen konnten, 1993 das RAM-Laufwerk RAMLink, das bis zu 16 MB Speicher bot, sowie ab 1996 die 20-MHz-Beschleunigerkarte SuperCPU. Das Ende der amerikanischen Ausgabe der Zeitschrift RUN und der COMPUTE!'s Gazette veranlasste die Firma, von 1994 bis 1999 mit der Commodore World eine eigene Computerzeitschrift herauszugeben, dies war in Nordamerika das letzte in Druckform erschienene sich mit den Commodore-8-Bit-Computern befassende Periodikum.
CMD hörte im Jahre 2001 damit auf, Commodore-Produkte zu verkaufen und bietet seitdem unter dem Namen CMD Technology Group allgemeine IT-Dienstleistungen an. Die ursprünglichen Entwickler Mark Fellows und Doug Cotton zogen sich in der Folgezeit aus der Firma zurück, alleiniger Rechteinhaber der Commodore-Produkte wurde Fellows. Die Produktion und Vermarktung dieser Produktlinie wurden am 21. Juli 2001 an den Programmierer Maurice Randall exklusiv lizenziert, dessen Firma Click Here Software, Co. (Charlotte, Michigan) diese bis November 2009 über ihren Internetauftritt bewarb, jedoch war zur C64-Szene gehörenden Diskussionsforen zu entnehmen, dass offenbar spätestens seit dem Jahre 2006 kein Vertrieb der Produkte mehr erfolgte. Im November 2009 erklärte Randall, den Support und Vertrieb nun auch offiziell einzustellen. Darauf erfolgte eine Lizenzierung der JiffyDOS-Reihe an Jim Brain, der diese nun seit Januar 2010 über seinen Webshop Retro Innovations anbietet.

## Wichtige Produkte von CMD
- JiffyDOS – Serielles Schnellladesystem und Erweiterung von Commodore DOS Wedge 5.1
- FD Series – Der FD2000 verwendete High Density Disketten von bis zu 1,6 MB Speicherplatz, wobei der FD4000 mit Extra-high Density-Disketten bis zu 3,2 MB Speicherplatz verwendet[3]
- HD Series – SCSI-Festplatten zwischen 20 MB und 4,4 GB mit CMD's nativem Partitionierungssystem von 16 MB pro Partition[4]
- RAMLink – Eine schnelle Solid-State-RAM-Disk, die an den Expansionsport des C64 oder C128 angeschlossen wird, bis zu 16 MB zusätzlicher Speicher. Der RAMLink erlaubte es, mit den Commodore 17xx RAM Erweiterungseinheiten zu arbeiten
- Swiftlink/Turbo232 – Ein Dial-up Modem für den Commodore 64 oder 128 von bis zu 38,4kbit/s (SwiftLink) oder 56,6kbit/s (Turbo232)[5]
- 1750 XL – Ein Commodore 17xx REU Klon in zwei Varianten, 512 KB oder 2 MB
- SmartTRACK/SmartMOUSE – Eine intelligente Commodore 1351 3-Knopf-Maus oder Trackball mit 2 KB RAM und eine batteriebetriebene Y2K kompatiblen Real Time Clock, Maus war auch kompatibel zu GEOS
- SuperCPU – Ein 65816 CPU 8/16-Bit-Upgrade für den C64 und C128, mit dieser Karte, die an den Expansionsport des jeweiligen Rechners angeschlossen wird, kann man das Gerät auf 20 MHz beschleunigen, wurde am 4. Mai 1997 veröffentlicht wurde, mit Version 2, der C128 kompatiblen Version, die 1998 ins Leben gerufen wurde[6][7]
- SuperRAMCard – Funktioniert in Verbindung mit der SuperCPU zwischen 1 und 16 MB direkt zugänglichen Speicher mit dem 65816 Prozessor[8]

## Produkte

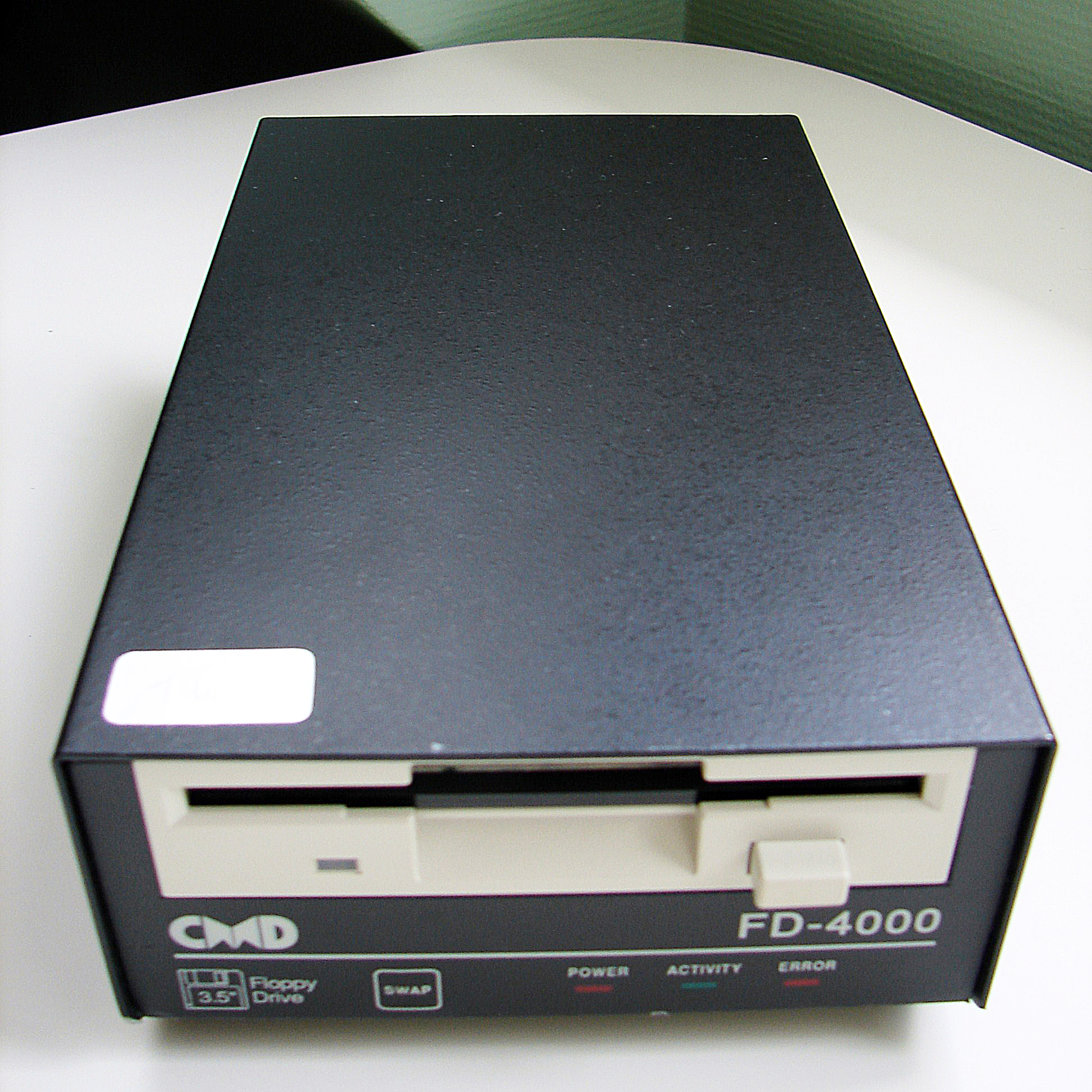
CMD FD-4000 Disketten Laufwerk
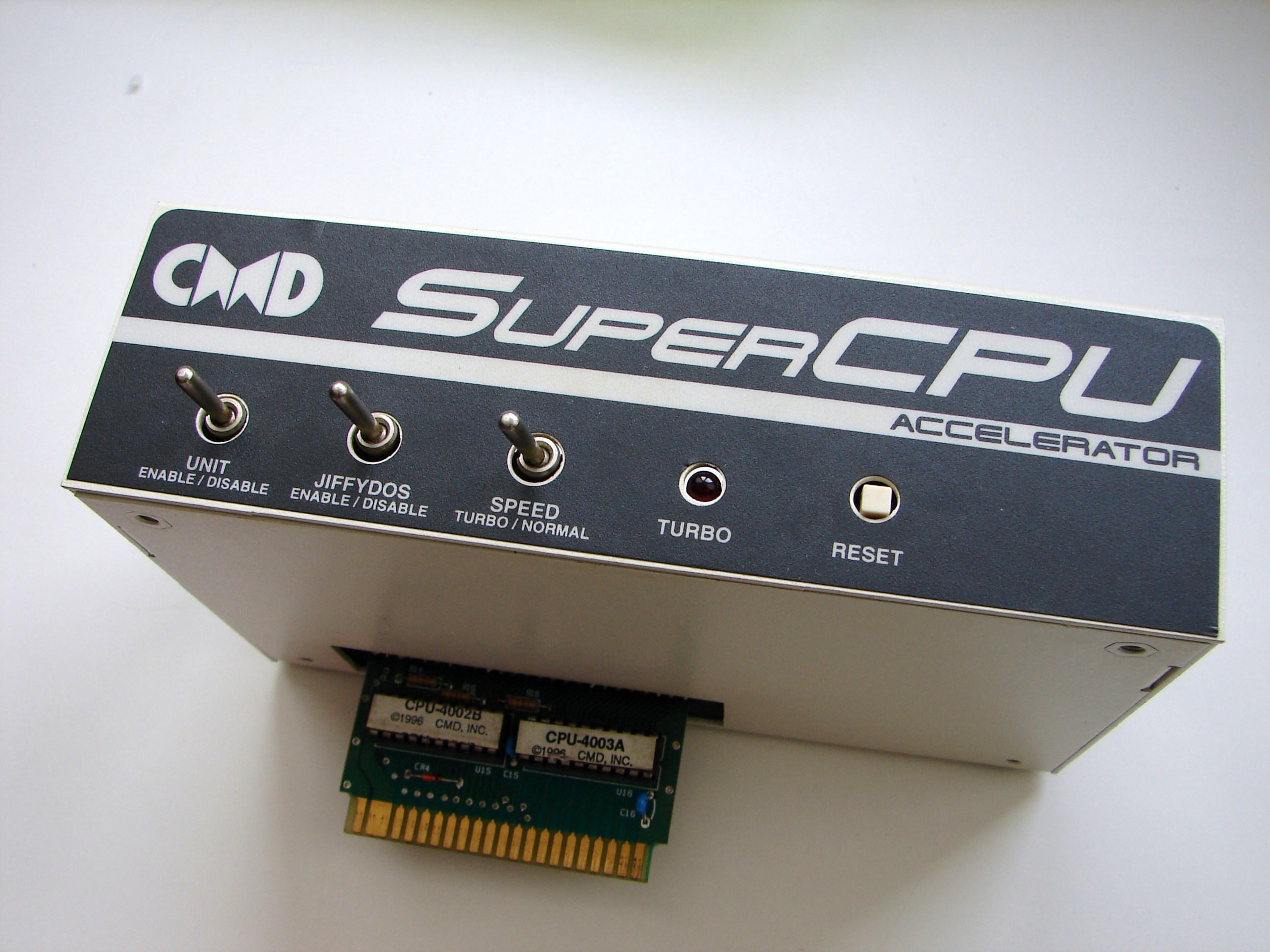
CMD SuperCPU 64
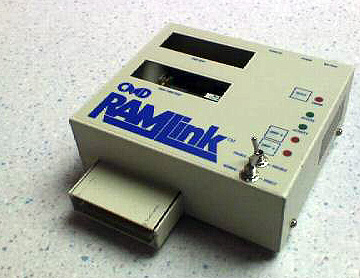
RAMLink